# Igrzyska Śródziemnomorskie 1979
8. Igrzyska Śródziemnomorskie – ósma edycja igrzysk śródziemnomorskich odbyła się w Splicie na terenie Jugosławii pomiędzy 15 a 29 września 1979 roku. W zawodach wzięło udział 14 reprezentacji narodowych – w sumie w imprezie uczestniczyło 2048 sportowców (2009 mężczyzn i 399 kobiet), którzy rywalizowali w 26 dyscyplinach.

## Klasyfikacja medalowa
| Lp. | Kraj       | Złoto | Srebro | Brąz | Suma |
| --- | ---------- | ----- | ------ | ---- | ---- |
| 1   | Jugosławia | 56    | 38     | 33   | 127  |
| 2   | Francja    | 55    | 40     | 34   | 129  |
| 3   | Włochy     | 49    | 63     | 47   | 159  |
| 4   | Hiszpania  | 16    | 20     | 32   | 68   |
| 5   | Grecja     | 7     | 10     | 13   | 27   |
| 6   | Turcja     | 5     | 5      | 14   | 24   |
| 7   | Egipt      | 3     | 9      | 10   | 22   |
| 8   | Algieria   | 1     | 5      | 10   | 16   |
| 9   | Tunezja    | 1     | 2      | 9    | 12   |
| 10  | Liban      | 1     | 1      | 0    | 2    |
| 11  | Syria      | 1     | 0      | 0    | 1    |
| 12  | Maroko     | 0     | 2      | 3    | 5    |
|     | Suma:      | 195   | 195    | 205  | 595  |

## Dyscypliny
- Judo  (szczegóły)
- Lekkoatletyka  (szczegóły)
- Tenis ziemny  (szczegóły)
- Zapasy  (szczegóły)